# Видово
Видово (Видове, Відово, пол. Widowo) — село в Польщі, у гміні Більськ-Підляський Більського повіту Підляського воєводства. Населення — 559 осіб (2011).

## Історія
Вперше згадується 1501 року. У минулому було передмістям Більська.
У 1975—1998 роках село належало до Білостоцького воєводства.

## Демографія
Демографічна структура станом на 31 березня 2011 року:
|          | Загалом | Допрацездатний вік | Працездатний вік | Постпрацездатний вік |
| -------- | ------- | ------------------ | ---------------- | -------------------- |
| Чоловіки | 279     | 41                 | 186              | 52                   |
| Жінки    | 280     | 56                 | 150              | 74                   |
| Разом    | 559     | 97                 | 336              | 126                  |

## Особистості

### Народилися
- Василь Білокозович, поет, писав місцевою українською говіркою[2].
- Василь Білокозович, польський історик літератури, компаративіст[3].